# Бой на перекрёстке
«Бой на перекрёстке» — советский историко-революционный художественный телефильм производства СССР. Снят фильм на Одесской киностудии по заказу Государственного комитета СССР по телевидению и радиовещанию режиссёром Анатолием Тютюнником. Сценарий к фильму был написан Арнольдом Витолем по мотивам романа А. Марченко «Третьего не дано».

## Сюжет
Москва, 1918 год. Главные герои фильма — Мишель Лафар и медсестра Юнна Ружич вступают в ВЧК, где занимаются раскрытием контрреволюционного заговора.

## В ролях
- Максуд Иматшоев — Мишель Лафар (в титрах указан как Максудшо Иматшоев)
- Татьяна Кондырева (Чернядьева) — Юнна Ружич
- Василий Лановой — Дзержинский
- Георгий Куликов — Бонч-Бруевич
- Леонид Кулагин — Ружич / Громов
- Всеволод Абдулов — Лацис
- Владимир Семионичев — Петерс
- Валерий Рыжаков — Калугин
- Владимир Седов — Травников
- Тимофей Спивак — адъютант Травникова
- Лидия Константинова (Терлецкая) — Валентина Владимировна
- Зинаида Славина — Мария Спиридонова
- Александр Самойлов — Тарелкин
- Людмила Чурсина — мать Юнны
- Юрий Горобец — начальник штаба
- Виктор Андриенко — белогвардейский офицер
- Вячеслав Гостинский — контрреволюционер
- Лесь (Александр) Сердюк — Муксун
- Владислав Сердюк
- Юрий Вотяков — шофёр
- Виктор Мурганов
- Олег Федулов
- Юрий Жуков
- Александр Игнатуша
- Андрей Гончар
- Николай Кузнецов
- Анатолий Наумов
- Виталий Соломин
- Павел Степанов

## Съёмочная группа
- Автор сценария: Арнольд Витоль
- Режиссёр: Анатолий Тютюнник
- Оператор: Фёдор Сильченко
- Композитор: Игорь Кантюков

## Технические данные
- Широкоформатный
- Цветной
- моно (оригинал), стерео (ремастеринг)

## Интересные факты
- Датой выхода фильма иногда указывается 1981 год, а не 1982 год.
- Василий Лановой за роль Дзержинского в этом фильме был удостоен премии КГБ СССР за 1983 год.
- Фильм подвергался критике на страницах журнала «Огонёк» (Ж.Ефимова. Василий Лановой. М.: СК СССР, 1990)